# Сборная Бермудских Островов по регби
Сборная Бермуд по регби (англ. Bermuda national rugby union team) представляет Бермудские острова в международных соревнованиях по регби-15 высшего уровня. Команда принимает участие в отборочных турнирах к чемпионатам мира, однако бермудские регбисты ни разу не выходили в финальную часть соревнований.

## История
Сборная впервые пыталась пробиться на мировой чемпионат перед кубком 1995 года, который прошёл в ЮАР. Команда попала в раунд North-Round 1, в котором уступила США (3:60). Следующий отборочный турнир также прошёл при участии сборной. Регбисты выступали во второй группе первого раунда в американской зоне. Обыграв Багамы и Барбадос, коллектив пробился в следующую стадию. Бермудцам удалось одержать верх над Тринидадом и Тобаго, но более опытным чилийцам островитяне проиграли и выбыли из дальнейшей борьбы. Сборная сыграла в первом раунде северной группы квалификационного состязания к кубку мира—2003. Команда проиграла Тринидаду и Тобаго и потеряла шансы на поездку в Австралию. Таким же образом для сборной сложился следующий отборочный цикл: бермудцы сыграли вничью с Ямайкой (10:10) и не прошли в следующий круг.
Команда играет в Карибском чемпионате наряду со сборными Антигуа, Тринидада и Тобаго, Каймановых островов, Ямайки, Багамских островов, Британских Виргинских островов и Гайаны.

## Состав
Игроки, вызванные для участия в чемпионате NACRA—2012.
| - Пол Добинсон - Томас Гринслейд - Дастин Арчибальд - Дэвид Рурк - Роб Мёрдл - Эндрю Хук - Генри Пэддисон - Питер Данкерли (к) - Томас Хили - Йен Хендерсон - Джек Эллисон | - Полл Дэвис - Том Эдвардс - Невилл Зьюилл - Дэвид Прингл - Яаан Седенио - Майк Уильямс - Алдо Кэмпбелл - Тони Уорд - Даррен Ричардсон - Стивен Хасбендз - Крис Нейлор |

## Результаты
По состоянию на 23 марта 2013 года.
| Соперник          | Матчи | Победы | Поражения | Ничьи | Доля побед |
| ----------------- | ----- | ------ | --------- | ----- | ---------- |
| Багамы            | 6     | 5      | 1         | 0     | 83.33 %    |
| Барбадос          | 4     | 4      | 0         | 0     | 100.00 %   |
| Гайана            | 3     | 2      | 1         | 0     | 66.67 %    |
| Каймановы острова | 2     | 0      | 2         | 0     | 0.00 %     |
| Люксембург        | 1     | 1      | 0         | 0     | 100.00 %   |
| Мексика           | 1     | 1      | 0         | 0     | 100.00 %   |
| США               | 1     | 0      | 1         | 0     | 0.00 %     |
| Тринидад и Тобаго | 4     | 2      | 2         | 0     | 50.00 %    |
| Чили              | 1     | 0      | 1         | 0     | 0.00 %     |
| Ямайка            | 2     | 1      | 0         | 1     | 50.00 %    |
| Всего             | 25    | 16     | 8         | 1     | 64 %       |